# Teodora (esposa de Talássio)
Teodora (em latim: Theodora) foi uma cortesã romana do século IV. Era filha de Panólbio com sua esposa (provavelmente Bassiana), irmã do tribuno Espectato, sobrinha do reitor Fasgânio e prima do sofista Libânio. Casou-se em data desconhecida como o prefeito pretoriano do Oriente Talássio e teve com a irmã dos oficiais Talássio e Bassiano. Sabe-se mediante as epístolas de Libânio que teria vivido em Antioquia e que ainda estava viva por 362.